# Earl R. Stadtman

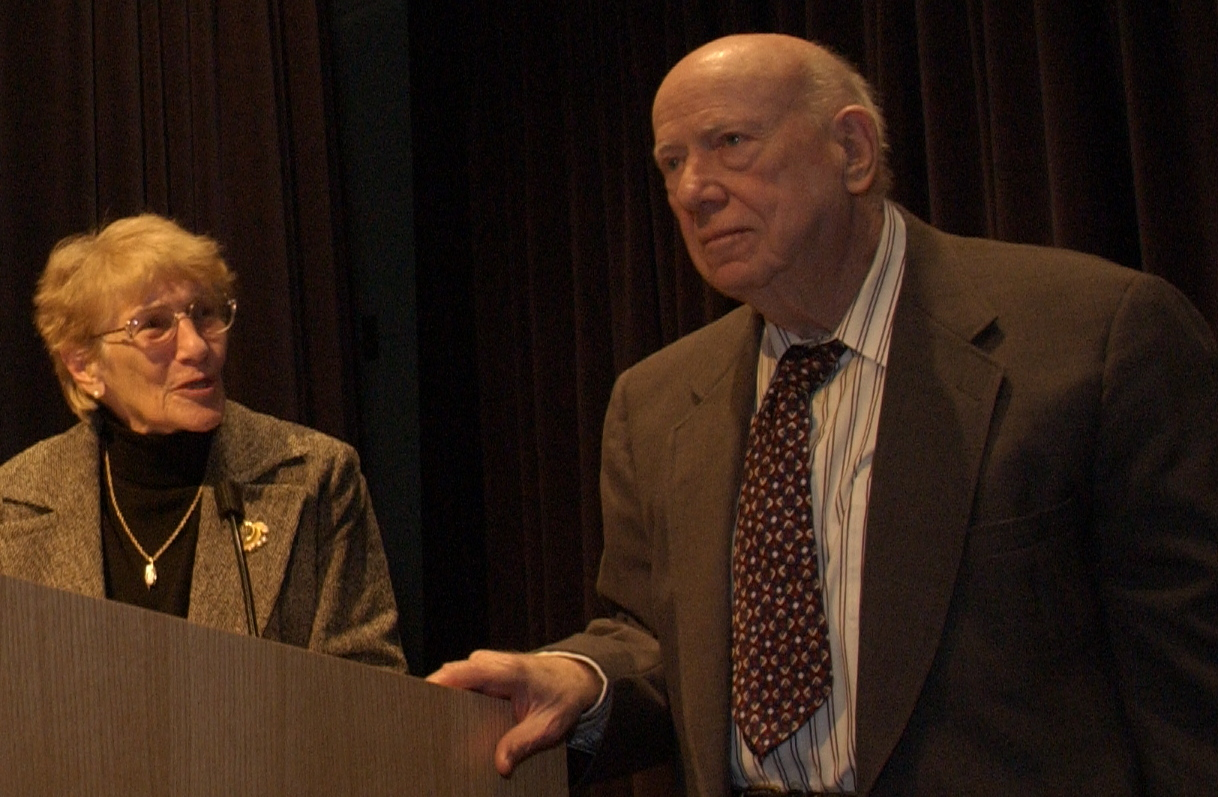
Thressa und Earl Stadtman (2004)

Earl Reece Stadtman (* 15. November 1919 in Carrizozo, New Mexico; † 7. Januar 2008 in Derwood) war ein US-amerikanischer Biochemiker an den National Institutes of Health (NIH), wo er seit 1950 war.
Stadtman wuchs in San Bernardino auf. Er studierte an der University of California, Berkeley, wo er 1942 seinen Bachelorabschluss machte und (nach kriegsbedingter Arbeit in der Kartographierung in Alaska) 1949 in Biochemie promoviert wurde. Da er mit seiner Frau zusammenarbeiten wollte, die gleichzeitig mit ihm in Biochemie in Berkeley promovierte, schlug er Angebote von Universitäten aus und ging 1950 an das NIH, wo beide zusammenarbeiten konnten.
Stadtman erforschte den Fettsäure-Stoffwechsel und stellte dabei die Bedeutung von Acetyl-CoA heraus.
Stadtman entdeckte die Verbindung von Alterungsprozessen mit der Wirkung von freien Radikalen über die Proteinoxidation und die dabei gebildeten Stoffe (Carbonylproteine).
Er unterrichtete und arbeitete auch mit zahlreichen Post-Doktoranden an seinem Labor, darunter 10 spätere Mitglieder der National Academy of Sciences und zwei spätere Nobelpreisträger (wie Michael S. Brown).
1953 erhielt Stadtman den Pfizer Award in Enzyme Chemistry, 1969 wurde er in die National Academy of Sciences aufgenommen und in die American Academy of Arts and Sciences gewählt, 1970 wurde er mit deren Selman A. Waksman Award in Microbiology ausgezeichnet. 1979 erhielt er die National Medal of Science und 1991 den Welch Award in Chemistry. Seit 1996 war er korrespondierendes Mitglied der Bayerischen Akademie der Wissenschaften.
Seine Ehefrau Thressa Campbell Stadtman war ebenfalls Biochemikerin am NIH (seit 1950), mit der er eng zusammenarbeitete. Beide lernten sich als Studenten in Berkeley kennen und heirateten 1943.